# Nanteau-sur-Essonne
Nanteau-sur-Essonne ist eine französische Gemeinde mit 410 Einwohnern (Stand: 1. Januar 2022) im Département Seine-et-Marne in der Region Île-de-France. Sie gehört zum Arrondissement Fontainebleau und zum Kanton Fontainebleau.
Die Einwohner werden Nantessonnais oder Nantessonnaises genannt.

## Geographie
Nanteau-sur-Essonne ist die westlichste Gemeinde des Départements Seine-et-Marne. Sie grenzt im Norden an das Département Essonne und liegt an der Essonne, drei Kilometer nördlich von Malesherbes, 13 Kilometer südwestlich von Milly-la-Forêt sowie im Regionalen Naturpark Gâtinais français.

### Nachbargemeinden
| Boigneville | Buno-Bonnevaux                  | Tousson            |
|             | Kompass                         | Boissy-aux-Cailles |
|             | Le Malesherbois mit Malesherbes | Buthiers           |

## Sehenswürdigkeiten

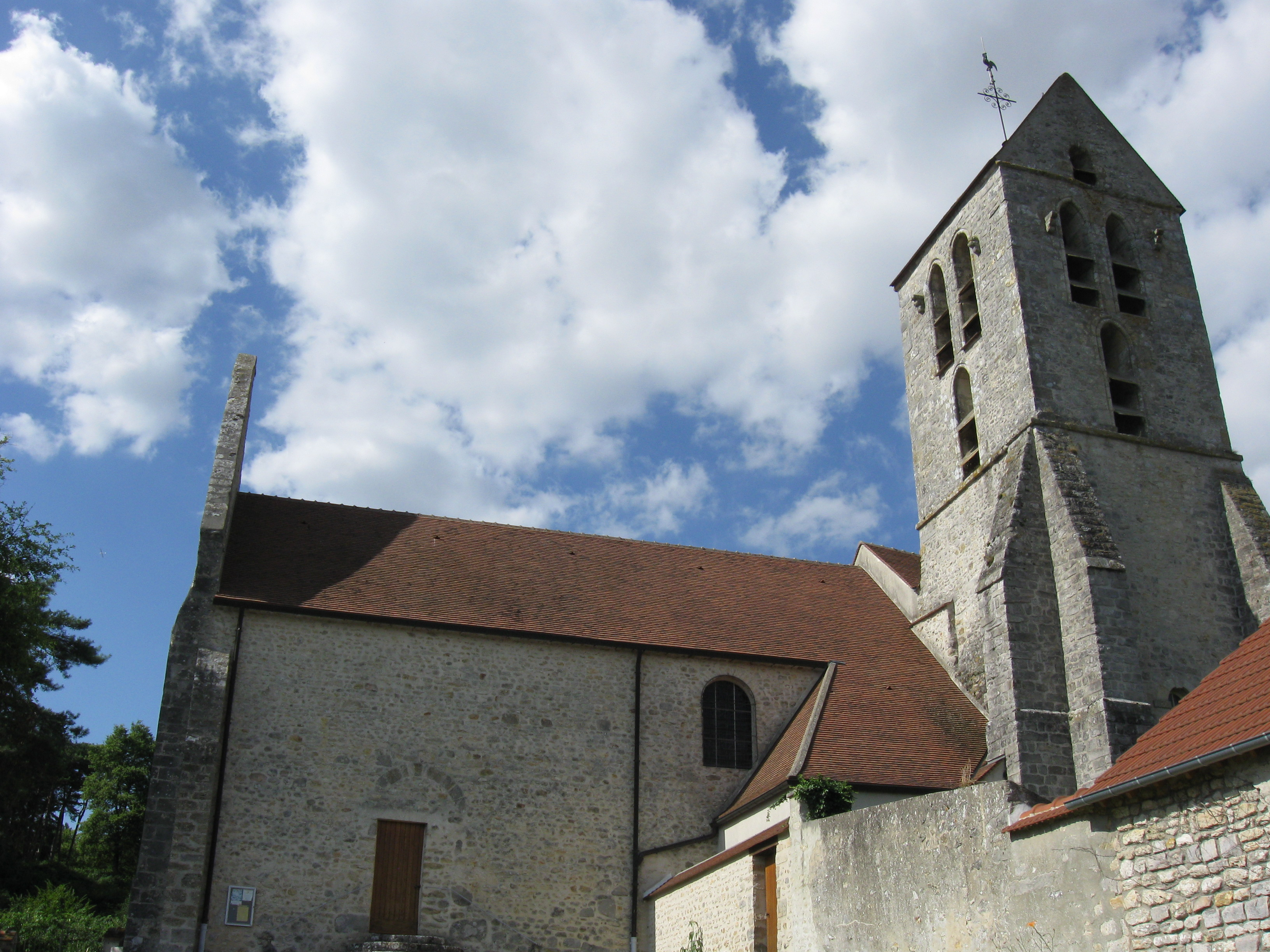
Kirche Saint-Martin
(12. Jahrhundert)

- Kirche Saint-Martin